# Elizabeth Ann Seton
Pour les articles homonymes, voir Seton et Sainte Élisabeth.
Sainte Elizabeth Ann Bayley Seton (New York, 28 août 1774 - Emmitsburg, 4 janvier 1821) est la fondatrice des Sœurs de la charité de Saint Joseph, à Baltimore (1809). En se développant la congrégation donna naissance à d'autres groupes de Sœurs de la charité, comme les Sœurs de la charité de Montréal ou les Sœurs de la charité de Cincinnati.
Elle est la seconde américaine (la première née aux États-Unis), après Françoise-Xavière Cabrini, à avoir été canonisée par l'Église catholique en 1975. Elle est commémorée le 4 janvier selon le Martyrologe romain.

## Biographie
Elizabeth Ann est née le 28 août 1774 à New York dans les Treize Colonies. Ses parents, Catherine Charlton et Richard Bayley étaient des épiscopaliens très dévoués et très religieux. Son père était chirurgien, premier officier de santé du port de New York, puis, professeur d'anatomie,.

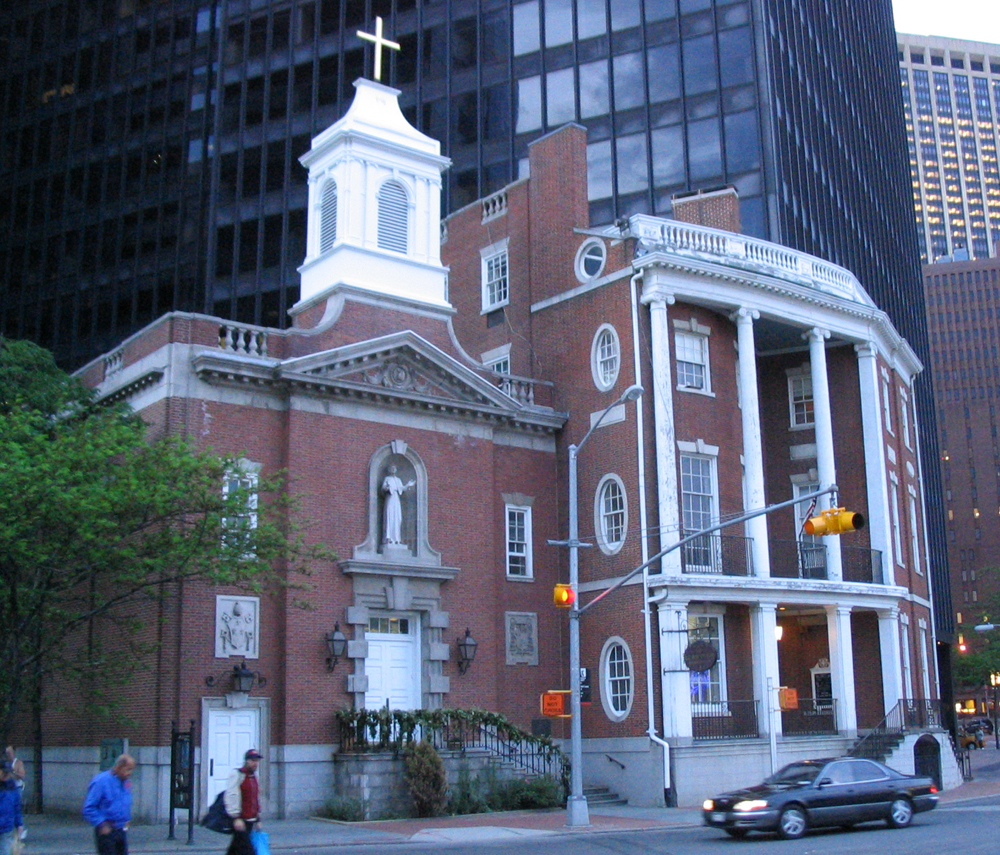
La maison où vivait Elisabeth à New York

Elle est donc baptisée dans l'église anglicane épiscopalienne et grandit à New York et à Nouvelle-Rochelle.
Le 25 janvier 1794, elle épouse William Magee Seton, fils d'une riche famille d'armateurs, et ils ont trois filles et deux garçons.
William, atteint de tuberculose, part pour l'Italie, accompagné de son épouse et de sa fille aînée, en vue de recouvrer la santé, mais il meurt à Pise le 27 décembre 1803 laissant Elizabeth veuve à 29 ans, avec cinq enfants,,.
La famille Felicchi, de Livourne, grands amis de la famille Seton, offre alors l'hospitalité à Elizabeth. C'est là qu'elle est particulièrement touchée par la foi catholique de ses hôtes. Elle se rend également au sanctuaire de Notre-Dame de Montenero à Livourne où elle raconte avoir « été honorée par Dieu de grâces particulières durant l'Eucharistie ».
Après son retour à New York, elle décida de se convertir au catholicisme,. Le 14 mars 1805 Elizabeth Seton est reçue dans l'Église catholique par Mgr Carroll, premier évêque de Baltimore.
Cette décision l'éloigne de sa famille et de tout son cercle amical. Sa vie est d'autant plus dure que ses moyens matériels sont précaires après la faillite de l'entreprise familiale.
En juin 1808, Mgr Carroll l'invite à Baltimore afin d'y ouvrir une école pour les jeunes filles de la ville. Elle reçoit l'aide des frères sulpiciens, et un généreux bienfaiteur en assure le financement. L'école s'installe à Emmitsburg et l'œuvre débute le 31 juillet 1809. Cette école est la première des écoles catholique pour fille ouverte aux États-Unis. Dès le début, elle y accepte des enfants noirs,.
Bientôt, d'autres femmes se rassemblent autour d'Elizabeth, dévouées à l'éducation des enfants pauvres, et la Communauté des Sœurs de charité commence son œuvre.
Le 17 janvier 1812, les Constitutions des Sœurs de charité sont confirmées. Ces règles reprennent celles des Sœurs de Saint Vincent de Paul, fondées en France en 1633 par Saint Vincent de Paul et Louise de Marillac. La communauté d'Elizabeth Ann Seton est ainsi la première communauté des Filles de la charité établie aux États-Unis. C'est aussi la première congrégation religieuse féminine fondée en amérique,.
Après une vie de labeur et de dévouement aux enfants, Elizabeth meurt le 4 janvier 1821 à Emmitsburg, elle avait 46 ans. C'est en 1850, le 25 mars, que la Communauté d'Emmitsburg est unie officiellement à la communauté française des Sœurs de Saint Vincent de Paul.

## Citation
Propos d'Elizabeth Ann Seton sur la prière :
« Nous devons prier sans cesse, dans tous les instants de notre vie, dans toutes nos activités. Cette prière doit devenir une constante élévation de notre cœur vers Dieu, une communication permanente avec Lui »

## Notoriété

### Hommage
- Elle est inscrite au National Women's Hall of Fame ;
- Un sanctuaire national (en) lui est dédié à Emmitsburg.

### Canonisation
Le 18 décembre 1959, Elizabeth Ann Seton est déclarée Vénérable par la congrégation de l'Église catholique. Elle est béatifiée le 17 mars 1963 par le pape Jean XXIII et canonisée par Paul VI le 14 septembre 1975. Elle est la sainte patronne des veuves, des enfants proches de la mort et des instituteurs. Elle est fêtée le 4 janvier,,,.
Elizabeth est la deuxième sainte américaine (la première née aux États-Unis), après Françoise-Xavière Cabrini (née en Italie, naturalisée américaine) canonisée en 1946,.